# 伊達花彩
伊達 花彩（だて かあや、2005年3月21日 - ）は、日本の女優、アイドルであり、女性アイドルグループいぎなり東北産のメンバー。宮城県東松島市出身。スターダストプロモーション所属。

## 人物
- 愛称は「かーや」[3][4][5][6]「伊達神」「かあやさん」
- 言われて嬉しい一言は「神～様～˖°✧」[7]。
- 趣味は、読書[2]、絵を描くこと、釣り、作品鑑賞（ジャンル問わず）[8]。
- 動物が大好き[9]。カメレオン[10]・カメ・観賞魚・犬・モモンガなどを飼っている[11][12]。自宅を動物園のようにしたいという思いを持っている[13]が、猫アレルギーである。2021年から飼っているヒョウモントカゲモドキの「まじゅまろちゃん（まじゅちゃん）」が音楽ナタリーのペット愛企画で取り上げられた[14]。2021年7月14日放送のNHK Eテレ「沼にハマってきいてみた 熱帯魚沼」に出演している。
- ゲームをするときがリラックスできる時間で、特に『Apex Legends』などのサバイバルゲームが好き[15][16][17]。
- 好きな食べ物は肉[18]、白米 [19]、牡蠣[20][21]、マーボー豆腐、笹かま[22]。
- 両親と兄・妹2人の6人家族。よくキャッチボールをしていたという[23]。
- 兄は俳優の宮世琉弥[24][25]。兄妹ともショッピング好きで一緒によく買い物へ行っていて[26]、毎年誕生日にはプレゼントを贈り合っている[27]。兄は曲を作ることもあり、ピアノが弾ける伊達はセッションして作曲したいという[28][29]。
- 幼稚園児だった5歳の頃に東日本大震災で被災した経験を持つ[30][1]。
- 支えてくれた方の中でも、とっても大切な存在で、誰よりも一番近くで支えてくれた母の存在が特に大きいと語る[31]。
- 憧れの人物は、百田夏菜子（ももいろクローバーZ）[32]と兄[33]。
- 別れのあいさつは「ばいなら39（サンキュー）」[34][35][36]。
- 2024年11月に開催されたSTARDUST THE PARTY2024で SNSフォロワー数の合計をもとに選抜されたユニット「Sugar NonSugar」に参加し楽曲「だから褒めて♡」を披露した。

### 歌手
特技は歌。数十名の中から歌うまユニット「歌馬之介」に選抜され、2018年のイベント「夏S」で楽曲「夢は何千回も逃げていく」を歌唱した。
2021年には『アイカツプラネット!』（テレビ等）の主演 音羽 舞桜/ハナ（ STARRY PLANET☆）役に抜擢され、主題歌「Bloomy＊スマイル」、劇場版主題歌「キラリ☆パーティ♪タイム」や挿入歌を歌っており、2022年5月の「バンダイナムコエンターテインメントフェスティバル 2nd」（ZOZOマリンスタジアム）などのステージで披露している。
ソロ曲は「気楽に行こうよ」（2021年発売のいぎなり東北産2ndアルバム『東京インベーダー』収録）、「オランジェット」（2024年配信）がある。2024年にはいぎなり東北産3rdアルバム『東北産万博』（2024年）に桜ひなのとのユニット曲「轟」が収録された。いぎなり東北産の楽曲で好きな曲の一つは「伊達サンバ」。

### いぎなり東北産
- 東北のおすすめは「牡蠣小屋」
- 公式ファンクラブ「いぎなり東北ファン倶楽部」でメンバーコンテンツ「伊達の日常」を更新している。
- いぎなり東北産でのメンバーカラーは赤 [38]
- WEB『月刊まっぷる』（昭文社）の「仙台推しガイド」（2023年3月号）[22]や「宮城県の推しみやげ」（2024年4月）で宮城県の観光スポットやお土産[39]を紹介している。
- TOKYO IDOL FESTIVAL 2017に出演した際、チェアマンに就任した指原莉乃に気に入られ、「いぎなり東北産との出会いが衝撃的だった、、かわいかった、、、。また会いたい。」とツイートされた[40][41]。
- いぎなり東北産リーダーの橘花怜は花彩について「かーやは世界の神様です（笑）。かーやは歌もダンスもすべてがカッコよくて、言葉にも力があるんです。私がライブ前に緊張して泣いちゃったときに『ライブは、ステージに出たものが本物だから』って励ましてくれたり、けっこう大人な部分があります。かーやの何気ないひと言がチームの支えになってますね。初期はクソガキってイメージでしたけど（笑）、今は大人カッコいい女の子です」と解説している[42]。
- 座右の銘の一つは、いぎなり東北産のキャプテン（マネージャー）から言われた「目標がその日その日を支配する」。メンバーの藤谷美海から「仕事に対する姿勢が素晴らしい」と尊敬されている[43]。
- アイカツプラネット!の主演に抜擢され重圧に押しつぶされそうになり泣くこともあったが、メンバーの藤谷美海と電話したりサバイバル系のゲームを一緒にしたりして支えてもらったという[37]。
- 印象に残っているステージの一つに、グループ活動の一時休止（アイカツプラネット!撮影のため）から一時復帰した「いぎなり県民2days」（2020年12月26-27日）を挙げている[44]。『伊達サンバ』を9人全員で初披露したステージでもある[37]。

## 略歴
- アイドルのゲームが好きで、歌って踊っているのが楽しそうに思っていた[45]。
- ショッピングモールのゲームコーナーで兄と一緒にスカウトされたのがきっかけで事務所入り[46]。事務所に入って数ヵ月くらい経ってから、新しく結成されるグループへの加入を打診され、私立恵比寿中学のライブを見学してアイドルになることを決める[37]。
- 2015年9月12日、定禅寺ストリートジャズフェスティバル 株式会社オンサイトスペシャルタイアップステージで「花彩」として、いぎなり東北産に加入。同年12月に地元の戦国武将・伊達政宗にちなみ「伊達花彩」に改名。
- 2018年1月、宮城の新ブランド米の「だて正夢」の大使に任命される[19]。
- 2018年1月、「みやぎカキ大使」に任命される（宮城県庁で任命式）[19]。
- 2020年4月25日以降、主演作品「アイカツプラネット!」の撮影に専念するためグループ活動を2021年3月まで一時休止[注 1]。
- 2020年8月9日、公式Instagramを開設。
- 2021年1月10日 - 6月27日にテレビ東京系で放送された「アイカツプラネット!」に主演・音羽舞桜 / ハナ（声） 役として出演。
- 2021年3月20日、生誕イベント「伊達花彩 復活生誕祭 〜神降臨〜帰ってきた伊達花彩」をSENDAI GIGSにて開催。以降いぎなり東北産としてのグループ活動に復帰。
- 2022年7月15日、 音羽舞桜/ハナ役で出演した主演映画「劇場版アイカツプラネット!」が公開。 東京・新宿バルト9での舞台挨拶に登場した[47]。
- 2024年3月23日、生誕イベント「伊達花彩 生誕祭 〜神爛漫〜」を山野ホールにて開催。
- 2024年4月28日、ソロ曲『オランジェット』を配信リリース。
- 2025年3月21日、生誕イベント「伊達花彩20生誕祭〜ついに大人の仲間入り〜」をEXシアター六本木にて開催。

## 出演

### テレビドラマ
- アイカツプラネット!（2021年1月10日 - 6月27日、テレビ東京） - 主演・音羽舞桜 / ハナ（声） 役[48][49][50]
  - 上映イベント「サンライズフェスティバル2021 REGENERATION」（2021年10月3日、TOHOシネマズ 新宿）
  - アイカツ！シリーズ 10th Thanks Party 3rd month（2022年12月26日、中野サンプラザ）
  - アイカツ！シリーズ 10th ANNIVERSARY アイカツ！ミュージックフェスタ FINAL （2023年2月18-19日、東京ガーデンシアター）
  - 「アイカツ！シリーズ」オーケストラコンサート『オケカツ！』（仙台フィル「エンターテインメント定期」第3回公演）（2025年3月20日、仙台銀行ホール イズミティ21 大ホール）
- オールドルーキー 第1話（2022年6月26日、TBS）- このみ 役[51]

### その他テレビ
- 沼にハマってきいてみた（2021年7月14日、NHK Eテレ）[52]
- てれまさ（2024年2月9日、NHK総合 宮城）[1]
- 東北ココから（2024年7月12日、NHK総合 宮城）
- VIPを熱烈歓迎！宮城でもてなし隊（2024年12月28日、khb東日本放送）[53] - 梅沢富美男を一泊二日の宮城おもてなし旅へ案内
- ゴッドタン（2025年2月15日深夜、テレビ東京）

### ラジオ
- ラジオドラマ FMシアター「Teko Poko Cafe」（2023年9月2日、NHK-FM）
- 超ときめき♡STYLE（2025年6月1日 6月8日、ニッポン放送）
- ユリオカ超特Qのらっしゃい！Radio（2025年6月13日 6月20日 6月27日、FMボイスキュー）

### 映画
- 劇場版アイカツプラネット!（2022年7月15日公開、BN Pictures） - 主演・音羽舞桜 / ハナ役

### 舞台
- 舞台『処女のまま死ぬやつなんていない、みんな世の中にやられちまうからな』(2022年7月1日 - 10日、博品館劇場)[54][55]

### CM
- 英数読解総合塾 CYOPA（2019年7-8月）
- 昭和ドライバーズカレッジ（2020年）
- データカードダス アイカツプラネット！（2020年）
- セブン‐イレブン・ジャパン「セブンスイーツ」（2024年4月2日 - 15日）[56]

### 動画配信
- アイカツプラネット!ステーション（2020年8月10日-2023年3月30日アイカツ！シリーズ公式YouTubeチャンネル）[57]
  - アイカツプラネット!ミラーイン☆ラボ（YouTubeアイカツプラネット!ステーション、毎週木曜日20:00プレミア公開）
    - シーズン1：2021年9月9日 - 11月25日
    - シーズン2：2022年2月17日 -7月21日

  - 「アイカツ！ミュージックフェスタ FINAL Day1」オーディオコメンタリー生配信（2024年6月9日、YouTubeアイカツ！チャンネル）
- YouTube ファッション情報バラエティ「アイドニックTV」[58]（2023年8月 - ） - MC

### ゲーム
- アイカツプラネット!（2020年12月10日 - 2023年3月30日データカードダス） - ハナ（声）役

### イベント
- 宮世琉弥 OFFICIAL FANCLUB EVENT 2023（2023年3月4日、仙台市福祉プラザ ふれあいホール） - ゲスト出演
- -市川優月のマッチングトーク LIVE- ゆづらの時代 Episode4（2024年5月8日、LOFT9 Shibuya）
- TOKYO IDOL FESTIVAL 2024「IDOL SUMMER JAMBOREE ACOUSTIC & LIVE BAND SESSION」（2024年8月3日、お台場エリア）
- やかんとアイドル公開収録〜おしゃべりなやかんたち〜（2024年10月28日、野方区民ホール）[59]
- ハイドアウト404 Vol.4（2025年4月4日、池袋 Theater Mixa）
- シンデレラフェス2025 ファッションショー（2025年6月8日、さいたまスーパーアリーナ）

### その他
- 第6回 ももいろ歌合戦 アニソンメドレー（2022年12月31日、日本武道館）
- 佐藤ノアプロデュース香水ブランド「Shefar」ブランドモデル（2024年）
- Parco Cruise 宮世琉弥＆伊達花彩（2024年、仙台PARCO）[28][26][27]

## 書籍
- ナツ☆イチッ! 〜この夏、輝くアイドル全員集合〜（集英社、2016年7月25日） - 「真夏の末っ子サミット2016！」
- だらっとしたポーズカタログ2-女の子・男子高校生・スーツの男性-（マール社、2018年）
- NEXTGIRL図鑑2019（玄光社、2018年）
- IDOL AND READ 026（シンコーミュージック・エンタテイメント、2021年2月22日）
- VVmagazine Vol.118（ヴィレッジヴァンガード、2024年5月1日）
- せんだいタウン情報S-style（プレスアート）
  - 2021年5月号（2021年4月23日発売）[60]
  - 2025年4月号（2025年3月25日発売） - 有名人と読者が選ぶ 最愛宮城グルメ特集
- CanCam 2025年4月号（2025年2月24日、小学館）[61]
- EX大衆 2025年4月号（2025年3月17日、EX大衆編集部）
- IDOL FILE（ロックスエンタテインメント）
  - Vol.29 Morning Routine（2023年3月10日）
  - Vol.35（2025年4月11日）
- JUNON 2025年8月号（2025年6月20日、主婦と生活社）

## 作品
| 曲名                   | 作詞             | 作曲              | 編曲              | 備考 |
| ---------------------- | ---------------- | ----------------- | ----------------- | --- |
| 気楽に行こうよ         | 遠坂めぐ         | 太田貴之 遠坂めぐ | 太田貴之 遠坂めぐ | いぎなり東北産2ndアルバム『東京インベーダー』収録 「いぎなり東北大大忘年会」でMV産となった伊達花彩のソロ曲 |
| オランジェット         | 浅利進吾         | 浅利進吾          | 浅利進吾          | 2024年4月28日配信リリース 伊達花彩のソロ曲                                                                 |
| 轟                     | 園田健太郎       | 園田健太郎        | 園田健太郎        | 桜ひなのとのユニット楽曲 いぎなり東北産3rdアルバム『東北産万博』収録 2024年2月25日先行配信                 |
| 夢は何千回も逃げていく | 松隈ケンタ JxSxK | 松隈ケンタ        | SCRAMBLES         | 夏Sの歌うまユニット「歌馬之介」の楽曲 STARDUST PLANET『We Are "STAR"』収録                                 |